# Benicolet
Benicolet (en valencien et en castillan) est une commune de la province de Valence, dans la Communauté valencienne, en Espagne. Elle est située dans la comarque de la Vall d'Albaida et dans la zone à prédominance linguistique valencienne.

## Géographie

Localisation de Benicolet
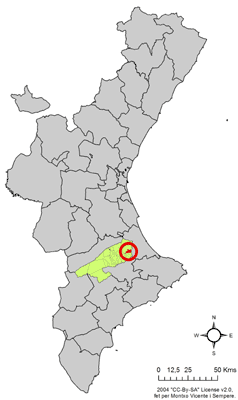
dans la Communauté valencienne.
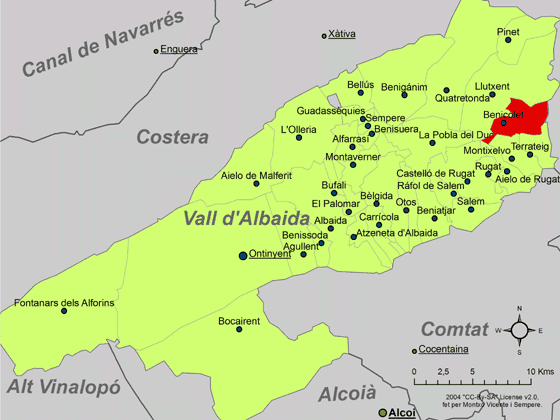
dans la comarque de la Vall d'Albaida.